# La leyenda de las momias de Guanajuato
La leyenda de las momias de Guanajuato és una pel·lícula d'animació de terror mexicana produïda per Ánima Estudios i distribuïda per Videocine. Tercera entrega de la saga cinematogràfica Leyendas, després de Nahuala i Llorona, la història és una presa de ficció sobre l'origen de les mòmies, especialment les de l'origen de les de Guanajuato.
Es va estrenar als cinemes en format 4DX el 30 d'octubre de 2014 a Mèxic, i va ser la primera pel·lícula mexicana estrenada en aquest format.
Es pot veure per les plataformes Blim TV, Netflix, Prime Video i Disney+.

## Argument
La història comença a Guanajuato l'any 1810, durant una mina que es troba a penes en excavació, Don Gaspar, el líder de treballadors, troba la veta principal de la mina, es dirigeix on es lliuren les municions i llegeix una nota que li va escriure la seva filla Valentina, tanmateix, li indica a la nota que els lliuri més municions, cosa que entristeix una mica a la nena.
Mentre continuen excavant, un treballador troba una estranya cambra on es troba un enorme altar amb una cara de roca, dues petites taules amb forma de mans i una extensa ofrena d'or submergida en aigua. En una mà, hi ha un estrany diamant blau, per accident el mouen i l'altar sembla activar-se lleument, Gaspar lleva la pedra i l'altar es desactiva, però, els sorprèn Rosseau, el patró dels obrers vingut de França. Li lleva la pedra a Gaspar i els informa que la mina ha estat tancada i despatxa als treballadors.
Durant la nit, Gaspar, amb un dels treballadors, es decideixen anar a demanar el pagament per la mina a Rosseau, Valentina tracta d'evitar-ho, però el seu pare li afirma que està bé. Els homes van a la mina i troben Rosseau carregant un cadàver i el segueixen fins a l'altar, aquí, Rosseau comença a recitar-li un càntic a l'altar, col·loca la pedra blava en una de les mans i un deixant del mateix color surt disparat al sostre, amb una altra pedra vermella que ell tenia en el seu poder, la col·loca en l'altra mà i un altre deixant surt de l'altar, unint-se en el sostre i creant un remolí groc que comença a descendir al cadàver. El treballador amic de Gaspar entra a l'ofrena d'or i pren uns collarets. Rosseau li adverteix, però l'home no obeeix, els ulls de la figura es tornen vermells i l'home és assassinat i destruït per l'altar. Això provoca que les mòmies s'aixequin.
Gaspar, en voler desactivar el portal, roba la pedra blava, però la perd a la mina. Rosseau el troba, però en adonar-se que no té la gemma, usa una energia negra per afeblir l'home, encén la dinamita i surt de la mina. Gaspar només és capaç de dir el nom de la seva filla abans que els explosius detonin i el matin.
Valentina és atrapada per uns guàrdies. Les mòmies comencen a arribar a la ciutat. Els guàrdies se'n van. Algú toca la finestra de la nena, descobrint que li han deixat una moneda de plata; la nena pren una capa i escapa de la seva casa, desapareixent completament.
Temps després, Leo San Juan, el Alebrije, Don Andrés i Teodora, arriben a Guanajuato, després de ser advertits per Fra Godofredo que les mòmies van capturar Xóchitl. En arribar són atacats per les mòmies, però els salva un nen anomenat Luis, qui els informa que vagin al mercat, ja que és un lloc segur de les mòmies. Ja aquí Don Andrés es troba amb una noia que la veu bella, però en realitat és una dona lletja, Alebrije es troba amb un altre alebrije anomenat Evaristo, Leo llegeix en una pancarta sobre un incendi ocorregut a la presó, assassinant diversos presos. Aquí es troba amb Luis, després de fer equip i ajudar a una dona que era atacada per les mòmies, però`aquesta se sorprèn ja que una mòmia era el seu difunt marit. Després de treballar en equip, tots dos decideixen fer equip perquè Luis diu que cerca al seu Oncle Gaspar per netejar el seu nom.
Finando i Moribunda es troben amb els dos ninots de la pel·lícula anterior, els quatre decideixen fer equip per a trobar a Chichi, el gos de Teodora que va arribar a Guanajuato.
Leo i Luis són atacats per les mòmies, però aconsegueixen escapar en adonar-se que les mòmies no els ataquen amb la finalitat de danyar-los, Leo intueix que la mina i el despertar de les mòmies està relacionat amb l'accident de Gaspar. No obstant això, a la morgue de Guanajuato, els cadàvers dels presos incinerats desperten com unes mòmies negres que ataquen als dos nens, durant la baralla, es revela que Luis és en realitat Valentina, la filla de Gaspar. Leo decideix ajudar a la nena i tots dos van a la mina.
Andrés té un problema amb el pare de la dona de qui es va enamorar, però, en adonar-se que en realitat l'estima, accepta les noces i els porta amb un xaman que diu els pot dir on està Xóchitl. En arribar, l'home es revela com el xaman que canvia de forma a Alebrije mostrant el seu poder de clarividència.
Ell els explica que Rosseau, després de la mort de la seva núvia, va usar l'altar per a intentar reviure-la en obrir el portal que separa la vida de la mort, però quan el treballador intent robar a l'altar, el balanç de la vida i la mort es va trencar, la qual cosa va ressuscitar a les mòmies. No obstant això, pel fet que Gaspar va perdre la pedra, Rosseau necessita l'ànima d'un ésser que ha tingut contacte amb el sobrenatural i que busca a un nen qui va vèncer a Nahuala i la Llorona. Teodora descobreix que és Leo i van a la mina per salvar al seu amic. Però abans, l'home diu que per tancar el portal necessiten la pedra.
Leo i Valentina, arriben a la mina, però Rosseau els captura i els porta a l'altar; abans que usi Leo, la mòmia de Gaspar arriba i salva als nens, Leo veu un petit paquet d'on ve la veu de Xóchitl, en obrir-lo, la nena és alliberada i usa els seus poders per a tractar de noquejar Rosseau. Els tres se'n van per les velles vies que donen a l'altar, però aquesta s'esfondra, Gaspar, en veure que Leo està del costat de l'altar, salva la seva filla en llançar-la amb Leo, la via s'esfondra i l'home amb ella.
Els seus altres amics juntament amb Evaristo, arriben a la mina després de ser perseguits per les mòmies malvades, en arribar, intenten atacar Rosseau, però ell li diu a Leo que pot acabar amb això en fer el que li demana. Leo accepta i Rosseau l'afebleix i el posa a l'altar, aquest es torna a activar i amb èxit, Dennis, la núvia de Rosseau, ressuscita. Però ella li diu que la seva vida ha acabat, i li demana que la deixi anar, el portal es descontrola i la dona torna a ell. Rosseau entra a l'ofrena i treu un anell, la qual cosa provoca que l'altar s'enutgi i l'assassini. Xóchitl afebleix l'encanteri de l'altar, la qual cosa fa que Leo sigui alliberat del conjur.
Gaspar arriba i li lliura una nota molt emotiva a la seva filla, també li dona la pedra sagrada a Leo, Andrés li diu que la usi per tancar al portal, Leo l'usa i el portal es comença a tancar, les mòmies prenen la seva forma en vida i entren novament al portal fent que tots els morts tornin al seu món juntament amb Gaspar, l'altar es tanca i autodestrueix, per a evitar que algun home torni a tenir contacte amb el més enllà.
Ja l'endemà, Valentina és portada a Villadolid (Morelia) amb els seus oncles no sense abans de besar Leo demostrant-li el seu amor, Andrés es casa amb la filla del xaman, i Leo decideix tornar a Puebla.
En una escena post-crèdits, es veu a Leo en una carreta, després a un home amb ulls vermells que li parla i li diu que l'estava esperant.

## Repartiment
| Personatge                   | Actor de veu            |
| ---------------------------- | ----------------------- |
| Leo San Juan                 | Benny Emmanuel          |
| El Alebrije de la Biblioteca | Rafael Inclán           |
| Don Andrés Artasánchez       | Andrés Couturier        |
| Rousseau                     | Andrés Couturier        |
| Teodora Villavicencio        | Mayté Cordeiro          |
| Chichi                       | Humberto Solórzano      |
| Valentina / Luis             | Ale Müller              |
| Evaristo                     | Eduardo España          |
| Fray Godofredo               | Andrés Couturier        |
| Don Gaspar                   | José Luis Orozco        |
| Tiro y Pujo                  | Humberto Solórzano      |
| Finado                       | Jesús Guzmán            |
| Anselmo                      | Pedro D'Aguillón Jr.    |
| Gloria                       | Diana Alonso            |
| Denise                       | Diana Alonso            |
| Juez                         | Eduardo Tejedo          |
| Melitón                      | Paco Mauri              |
| Rosendo                      | Miguel Ángel Ghigliazza |
| Ramón                        | Gustavo Bocardo         |
| Suegro Tzulik                | Gerardo Reyero          |
| Xóchitl Ahuactzin            | Annie Rojas             |
| Moribunda                    | Romina Marroquín Payró  |
| El Charro Negro              | Blas García             |
| Ricardo                      |                         |
| Madre                        | Angélica Villa          |
| Bebé                         |                         |
| Monja                        | Gloria Obregón          |
| Soldado                      | Irwin Daayán            |
| Vendedora de Tamales         | Ángeles Bravo           |
| Don Gaspar                   | Humberto Vélez          |

## Estrena
La pel·lícula es va estrenar a les sales de cinema i el format 4DX millorat pel moviment el 30 d'octubre de 2014 a Mèxic a unes 1.000 ubicacions d'arreu del país.
Més tard es va estrenar als Estats Units a la 22a edició del Festival de Cinema Llatí de San Diego el 15 de març de 2015. També es va mostrar a Regal Cinemas L.A. Live Stadium 14 theater el 9 de maig de 2015, com a part del Festival de Cinema Hola Mexico de 2015.
La pel·lícula més tard es va estrenar oficialment als EUA només a plataformes digitals, a través de Pantaya. Va ser llançat en el seu format original en castellà sense subtítols en anglès.

### Taquilla
La pel·lícula es va estrenar al segon lloc a la taquilla nacional, darrere d'Annabelle, guanyant 35,6 milions de dòlars pesos mexicans (2,6 milions de dòlars USD) al cap de setmana de la seva estrena. Al seu segon cap de setmana, va romandre al segon lloc darrere de Interstellar, guanyant 23,7 milions de pesos mexicans addicionals (1,75 milions de dòlars). Va recaptar un total de $92.25 milions de pesos.

### Recepció
Aquesta pel·lícula va rebre algunes crítiques contradictòries. Eric Ortiz Garcia, de Twitch Film, sva dir que la pel·lícula era una "producció correcte", però va criticar l'animació, dient que "no és la millor, segur".
No obstant això, va criticar durament l'escriptura de la pel·lícula.

## Reconeixements
La leyenda de las momias de Guanajuato va ser nominada en la categoria de Millor Pel·lícula d'Animació en la II edició dels Premis Platino de l'any 2015.